# Ann Cusack
Ann Cusack (* 22. Mai 1961, Brooklyn, New York City) ist eine US-amerikanische Schauspielerin.

## Leben
Ann Cusack ist die Schwester von Joan, Bill, Susie und John Cusack. Mit Joan und John erlernte sie die Schauspielerei am Piven Theatre Workshop in Evanston, Illinois. Ihre erste Filmrolle erlangte sie 1992 als Shirley Baker in der Sportlerkomödie Eine Klasse für sich. In den vergangenen Jahren trat Cusack immer wieder in Episodenrollen von auch in Deutschland bekannten Fernsehserien wie Grey’s Anatomy, Private Practice, Ghost Whisperer, Six Feet Under, Bones, Boston Legal und Charmed – Zauberhafte Hexen auf. Im Jahr 2000 erhielt sie gemeinsam mit ihren Geschwistern den Commitment to Chicago Award der Chicago Film Critics Association.

## Filmografie (Auswahl)
- 1992: Eine Klasse für sich (A League of Their Own)
- 1993: Malice – Eine Intrige (Malice)
- 1994: Mr. Bill (Renaissance Man)
- 1995: Point of Betrayal
- 1996: Tank Girl
- 1996: Cannes Man
- 1996: Vier lieben dich (Multiplicity)
- 1996: Ein Präsident für alle Fälle (My Fellow Americans)
- 1997: Ein Mann – ein Mord (Grosse Pointe Blank)
- 1997: Mitternacht im Garten von Gut und Böse (Midnight in the Garden of Good and Evil)
- 1999: Stigmata
- 2001: America’s Sweethearts
- 2002: Star Trek: Enterprise (Enterprise, Fernsehserie, Folge 2x02)
- 2002: My Sister’s Keeper (Fernsehfilm)
- 2006: The Sensation of Sight
- 2006: Arc
- 2007: Ein Nachbar zum Verlieben? (The Neighbor)
- 2007: Cake
- 2009: Der Informant! (The Informant!)
- 2009: Ace Ventura 3 – Der Tier-Detektiv (Ace Ventura Jr: Pet Detective, Fernsehfilm)
- 2009: Criminal Minds (Fernsehserie, Folge 5x15)
- 2009–2011: Private Practice (Fernsehserie, 5 Folgen)
- 2014: Nightcrawler – Jede Nacht hat ihren Preis (Nightcrawler)
- 2015: Castle (Fernsehserie, Folge 8x02)
- 2015: Fargo (Fernsehserie, Folge 2x01)
- 2016–2018: Better Call Saul (Fernsehserie, 5 Folgen)
- 2016: Sully
- 2017: Mr. Mercedes (Fernsehserie, 3 Folgen)
- 2018: Castle Rock (Fernsehserie, 5 Folgen)
- seit 2019: The Boys (Fernsehserie)
- 2020: Seattle Firefighters – Die jungen Helden (Station 19, Fernsehserie, 1 Folge)
- 2021: The Good Doctor (Fernsehserie, 1 Folge)
- 2024: Ripley (1 Folge)